# Arno Steffen

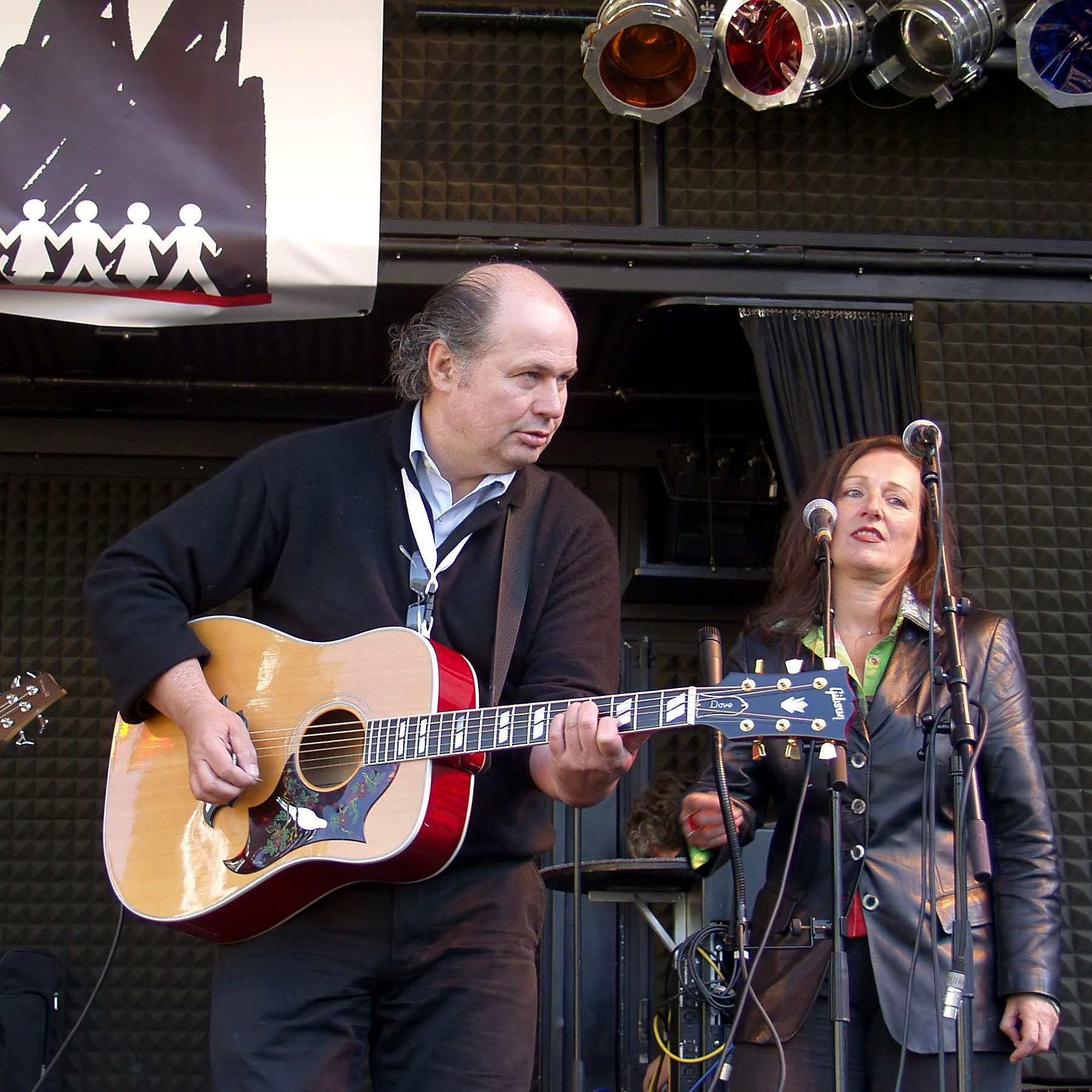
Arno Steffen, 2008

Arno Steffen (* 28. August 1953 in Köln) ist ein deutscher Musiker, Komponist und Musikproduzent.

## Leben
Steffens erste Schülerband hieß Stellar Overdrive (1970). Es folgten Jennifer (1977) und Suiciyde Ampheta (1977/78). Daraus entstand unter anderem die Zeltinger Band (1979).

„Ich kannte ihn von der Straße. Der Zeltinger war damals immer zwangsrekrutierend unterwegs. Er hatte eine Band und wen er gut fand, der wurde gezwungen, bei ihm zu spielen. Es hieß: ‚Ab morgen spielst Du in meiner Band, sonst gibt es Ärger‘.“

Nach Zeltinger spielte Steffen für Triumvirat. 1983 erschien Steffens Solo-Single Supergut, ne und das Album Schlager. Für den vormaligen Gitarristen waren diese Arbeiten ungewöhnlich, weil sie komplett mit dem Emulator II entstanden, einem der ersten kommerziell erhältlichen Sampler.
Aus diesen Sampler-Arbeiten entwickelte Steffen Kunst- und Musik-Performances unter anderem für das Goethe-Institut, Around the Globe und Westworld mit Dieter Moebius (Cluster) und Conny Plank. Es folgten Filmmusiken, u. a. für Tatort und Das Wunder von Lengede. 1993 versammelte Steffen eine internationale Auswahl von Musikern aus dem Bereichen Krautrock, New Wave, Postpunk und Indierock in Köln, um in verschiedenen Zusammensetzungen zu musizieren und Songs einzuspielen. Dieses Ereignis wurde in dem lange verschollenen Dokumentarfilm "Freispiel" festgehalten, der beim Filmfestival Cologne 2021 erstmals seit 1993 wieder gezeigt wurde.
Mit Jürgen Klauke produzierte Steffen mehrere Köln-Sampler. Sein letztes Bandprojekt war L.S.E.

## Auszeichnungen
- 2021: Ehrenpreis zum Holger-Czukay-Preis für Popmusik der Stadt Köln „in Würdigung seines vielfältigen Schaffens“[4][5][6]

## Filmografie

### Filmmusik
- 1987: Pseudo
- 1994: Wilde Jahre
- 1996: SK Babies (acht Episoden)
- 1996: Der Clown
- 1997: Post Mortem – Der Nuttenmörder
- 1999: Verratene Freundschaft – Ein Mann wird zur Gefahr
- 2000: Nie mehr zweite Liga
- 2000: Liebestod
- seit 2000: Tatort (Fernsehreihe)
  - 2000: Bittere Mandeln
  - 2000: Quartett in Leipzig
  - 2001: Bestien
  - 2002: Rückspiel
  - 2003: Das Phantom
  - 2004: Eine Leiche zu viel
  - 2005: Schattenhochzeit
  - 2005: Der Frauenflüsterer
  - 2008: Müll
  - 2010: Klassentreffen
  - 2011: Keine Polizei
  - 2013: Summ, Summ, Summ
  - 2015: Dicker als Wasser
  - 2015: Erkläre Chimäre
- 2003: Das Wunder von Lengede
- 2004: Die schnelle Gerdi – Berlin – Ich komme!
- 2006: Der Untergang der Pamir
- 2007: Theo, Agnes, Bibi und die anderen
- 2007: Die Katze
- 2009: Berlin 36
- 2009: Es liegt mir auf der Zunge
- 2011: Stubbe – Von Fall zu Fall – Kassensturz
- 2013: Schimanski: Loverboy
- 2014: Besondere Schwere der Schuld

### Rollen
- 1975: Das Messer im Rücken
- 1986: Zwei Leben
- 1996: Der Clown

## Engagement
- Arno Steffen ist u. a. Mitglied des Bürgerkomitees alternative Ehrenbürgerschaft, das in Köln die „alternative Ehrenbürgerschaft“ vergibt.[7]